# 白河东站
白河东站，位于中华人民共和国陕西省安康市白河县城关镇，是襄渝铁路下行线上的火车站，建于2009年，现为三等站。由西安铁路局安康车务段管辖。车站设有2条股道，部分站场位于隧道内。襄渝二线通车后，襄渝铁路线采用双向行车办法，襄渝下行线白河东站办理下行方向客货列车通行。原襄渝线白河县站办理上行方向客货列车通行，与本站分别位于白河县城南北两侧。

## 車站周邊
- 白河城关供电所狮子山营业厅
- 白河美伦时尚宾馆
- 白河县国有林场
- 白河县人民检察院反贪局
- 城关镇中心小学
- 白河县中医医院
- 白河县水利局
- 白河县城关镇政府
- 中国邮政储蓄银行狮子山新区储蓄所